# Ilse Groos
Ilse Groos (* erste Hälfte des 20. Jahrhunderts) war eine deutsche Golfsportlerin.

## Werdegang
Ilse Groos gehörte zu den weiblichen Spitzengolfern in Deutschland. Als Mitglied des Golf und Land-Club Köln e. V. war sie zunächst Siegerin der internen Club-Meisterschaften (in den Jahren 1950, 1951, 1952, 1953, 1954 und 1957).
Sie trat außerdem erfolgreich bei nationalen und internationalen Meisterschaften an. 1950 wurde sie deutsche Golfmeisterin. Im Jahre 1951 trat sie für Deutschland bei den internationalen Amateurmeisterschaften im Frauengolf an und gewann dabei die Goldmedaille.
Hierfür verlieh ihr Bundespräsident Theodor Heuß am 11. Dezember 1951 das Silberne Lorbeerblatt.